# Antonio Vukasina
Antonio Vukasina (Zara, 18 maggio 1920 – Dalmazia, 10 settembre 1942) è stato un militare italiano insignito della medaglia d'oro al valor militare alla memoria nel corso della seconda guerra mondiale.

## Biografia
Nacque a Zara il 18 maggio 1920, figlio di Simeone e Anna Dopach. 
Appartenente a una patriottica famiglia, mentre era studente nella facoltà di ingegneria dell'università di Bologna, fu arruolato nel Regio Esercito ed ammesso a frequentare il corso allievi ufficiali presso la Compagnia Volontari Universitari del 3º Reggimento "Granatieri di Sardegna" a Viterbo nel febbraio 1941. Promosso sergente, fu trasferito in servizio al 61º Reggimento fanteria della 102ª Divisione motorizzata "Trento" allora operante in Africa Settentrionale Italiana. Dopo avere preso parte all'assedio della piazzaforte di Tobruch ed al successivo ripiegamento verso Agedabia fu riportato in Italia nel febbraio 1942 per completare il corso allievi ufficiali a Napoli. Nominato sottotenente di complemento ed assegnato al 20º Reggimento fanteria, nel marzo 1943 ottenne di essere trasferito al Comando della 158ª Divisione fanteria con quartier generale a Zara e destinato a reparti speciali che avevano il compito di agire isolatamente nell'entroterra della città. Cadde in combattimento nella zona di Galacesi, insieme al carabiniere Carmine Di Giosia, il 7 giugno 1943, e fu insignito della medaglia d'oro al valor militare alla memoria.